# Porte de la Villette (metrostation)
Porte de la Villette is een station van de metro in Parijs langs metrolijn 7 en tramlijn 3b, in het 19e arrondissement. 
Initieel bediende het metrostation het grote slachthuis van Parijs, La Villette. Het station wordt recenter, vanwege zijn ligging, veel gebruikt door toeristen die naar het natuurwetenschappelijk museum Cité des sciences et de l'industrie gaan. Ook ligt het station aan de rand van het Parc de la Villette.

## Geschiedenis
Het station is op 5 november 1910 geopend, bij de opening van metrolijn 7. Sinds 1979 is de lijn verlengd naar Fort d'Aubervilliers.
Sinds 15 december 2012 is het station een halte van tramlijn 3b.

## Ligging

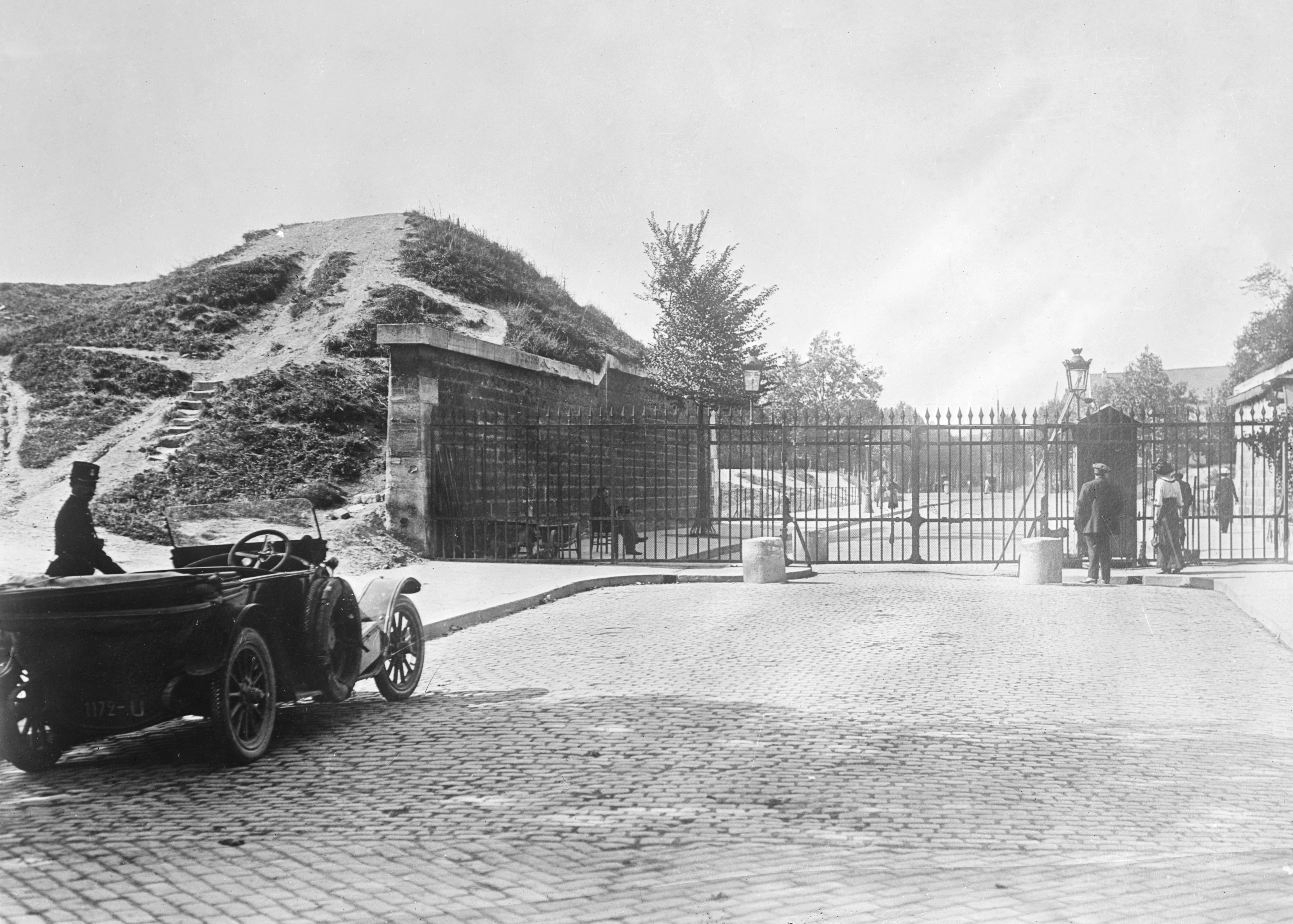
Het station tijdens de Eerste Wereldoorlog.

### Metrostation
Het metrostation ligt onder de Avenue Corentin Cariou, ten zuiden van de sporen van de spoorlijn Paris-Est - Straatsburg.

### Tramhalte
De tramhalte ligt op de Boulevard Macdonald.

## Aansluitingen
- RATP-busnetwerk: drie lijnen
- Noctilien: een lijn

La Courneuve - 8 Mai 1945 · 
Fort d'Aubervilliers · 
Aubervilliers - Pantin - Quatre Chemins · 
Porte de la Villette · 
Corentin Cariou · 
Crimée · 
Riquet · 
Stalingrad · 
Louis Blanc · 
Château-Landon · 
Gare de l'Est · 
Poissonnière · 
Cadet · 
Le Peletier · 
Chaussée d'Antin - La Fayette · 
Opéra · 
Pyramides · 
Palais Royal - Musée du Louvre · 
Pont Neuf · 
Châtelet · 
Pont Marie · 
Sully - Morland · 
Jussieu · 
Place Monge · 
Censier - Daubenton · 
Les Gobelins · 
Place d'Italie · 
Tolbiac · 
Maison Blanche

Zuidelijke tak: Le Kremlin-Bicêtre · 
Villejuif - Léo Lagrange · 
Villejuif - Paul Vaillant-Couturier · 
Villejuif - Louis Aragon

Zuidoostelijke tak: Porte d'Italie · 
Porte de Choisy · 
Porte d'Ivry · 
Pierre et Marie Curie · 
Mairie d'Ivry